# South Plainfield
South Plainfield est une localité (borough, une banlieue) du comté de Middlesex dans le New Jersey.
La population de la ville s'élevait à 23 385 habitants en 2010.